# Paul Kagame
Paul Kagame (Ruhango, 23. listopada 1957.), političar i predsjednik Ruande. Rodio se u listopadu 1957. godine u Ruhangu. Kagame je iz plemena Tutsi i po religijskoj pripadnosti je katolik. Žena mu je Jeannette Nyiramongi.